# Grand Prix Hassan II 1999
Il Grand Prix Hassan II 1999  è stato un torneo di tennis giocato sulla terra rossa.
È stata la 15ª edizione del Grand Prix Hassan II,
che fa parte della categoria International Series nell'ambito dell'ATP Tour 1999.
Si è giocato al Complexe Al Amal di Casablanca in Marocco, dal 22 al 29 marzo 1999.

## Campioni

### Singolare
Alberto Martín ha battuto in finale  Fernando Vicente con il punteggio di 6–3, 6–4

### Doppio
Fernando Meligeni /  Jaime Oncins hanno battuto in finale  Massimo Ardinghi /  Vincenzo Santopadre con il punteggio di 6–2, 6–3